# 斯特日布羅

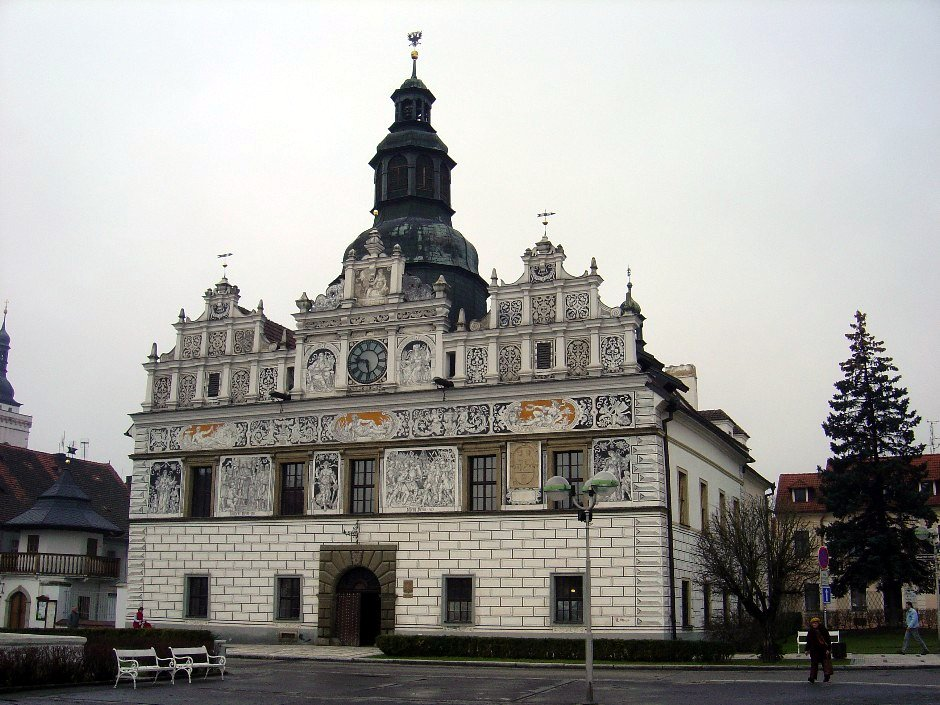

斯特日布羅是捷克的城鎮，位於該國西部姆熱河畔，距離首府皮爾森25公里，由比爾森州負責管轄，面積47.8平方公里，海拔高度399米，2006年人口7,853。

## 外部連結
- Municipal website （页面存档备份，存于） (cz)